# Bellator 238
Bellator 238: Budd vs. Cyborg è stato un evento di arti marziali miste tenuto dalla Bellator MMA il 25 gennaio 2020 al The Forum di Inglewood negli Stati Uniti.

## Risultati
|                                        | Divisione              |                  |           |                   | Metodo                                        | Round     | Tempo     | Premio    |
| Main Card                              | Main Card              | Main Card        | Main Card | Main Card         | Main Card                                     | Main Card | Main Card | Main Card |
| -------------------------------------- | ---------------------- | ---------------- | --------- | ----------------- | --------------------------------------------- | --------- | --------- | --------- |
| Sfida valida per il titolo di campione | Pesi piuma femminili   | Cris Cyborg      | batte     | Julia Budd (c)    | KO tecnico (pugni)                            | 4         | 1:14      |           |
|                                        | Pesi piuma             | Darrion Caldwell | batte     | Ádám Borics       | Sottomissione (rear-naked choke)              | 1         | 2:20      | [ 1 ]     |
|                                        | Pesi piuma             | Juan Archuleta   | batte     | Henry Corrales    | Decisione unanime (29-28, 29-28, 29-28)       | 3         | 5:00      |           |
|                                        | Pesi gallo             | Sergio Pettis    | batte     | Alfred Khashakyan | Sottomissione tecnica (guillotine choke)      | 1         | 3:00      |           |
|                                        | Pesi welter            | Raymond Daniels  | batte     | Jason King        | KO tecnico (pugni)                            | 1         | 3:07      |           |
|                                        | Pesi paglia femminili  | Emilee King      | batte     | Ava Knight        | Sottomissione (rear-naked choke)              | 1         | 2:18      |           |
| Card Preliminare                       |                        |                  |           |                   |                                               |           |           |           |
|                                        | Catchweight (160 lbs.) | Joshua Jones     | batte     | Brandon Bender    | Decisione unanime (30-26, 30-27, 29-27)       | 3         | 5:00      |           |
|                                        | Pesi piuma             | Aaron Pico       | batte     | Daniel Carey      | KO (pugno)                                    | 2         | 0:15      |           |
|                                        | Pesi piuma             | AJ Agazarm       | batte     | Adel Altamimi     | Sottomissione (triangle choke)                | 3         | 1:22      |           |
|                                        | Pesi piuma             | Jay Jay Wilson   | batte     | Mario Navarro     | Sottomissione (armbar)                        | 2         | 2:48      |           |
|                                        | Catchweight (180 lbs.) | Curtis Millender | batte     | Moses Murrietta   | Decisione unanime (30-27, 30-26, 30-26)       | 3         | 5:00      |           |
|                                        | Pesi leggeri           | Anthony Taylor   | batte     | Chris Avila       | Decisione maggioritaria (28-28, 29-28, 29-28) | 3         | 5:00      |           |
|                                        | Pesi medi              | Miguel Jacob     | batte     | David Pacheco     | Decisione unanime (30-27, 30-26, 30-27)       | 3         | 5:00      |           |
| Card Postliminare                      |                        |                  |           |                   |                                               |           |           |           |
|                                        | Pesi piuma             | Tony Bartovich   | batte     | Jarrett Connor    | Decisione unanime (29-28, 29-28, 29-28)       | 3         | 5:00      |           |
|                                        | Pesi leggeri           | Ricardo Seixas   | batte     | Dominic Clark     | KO tecnico (calcio frontale e pugni)          | 1         | 0:34      |           |